# Little Finborough
Little Finborough est un village et une paroisse civile du Suffolk, en Angleterre.